# (38533) 1999 UQ33
1999 UQ33 (asteroide 38533) é um asteroide da cintura principal. Possui uma excentricidade de 0.10438280 e uma inclinação de 0.26405º.
Este asteroide foi descoberto no dia 31 de outubro de 1999 por Spacewatch em Kitt Peak.